# Grotta del Caviglione
Die Grotta del Caviglione (auch Grotte du Cavillon) ist eine im Nordwesten Italiens an der Ligurischen Küste bei Grimaldi di Ventimiglia gelegene horizontale Kluftfugenhöhle. Sie ist Teil des paläolithischen Fundkomplexes in den Balzi Rossi, einer markanten, leicht rötlichen Felsformation in unmittelbarer Nähe der Grenze zu Frankreich. Die Höhle ist eine bedeutende altsteinzeitliche Fundstätte Italiens; sie enthielt archäologische Fundschichten, die bis in die mittelpaläolithische Kultur des Moustérien zurückreichten, sowie eine gravettienzeitliche Körperbestattung und Felsritzungen.

## Lage und Topographie

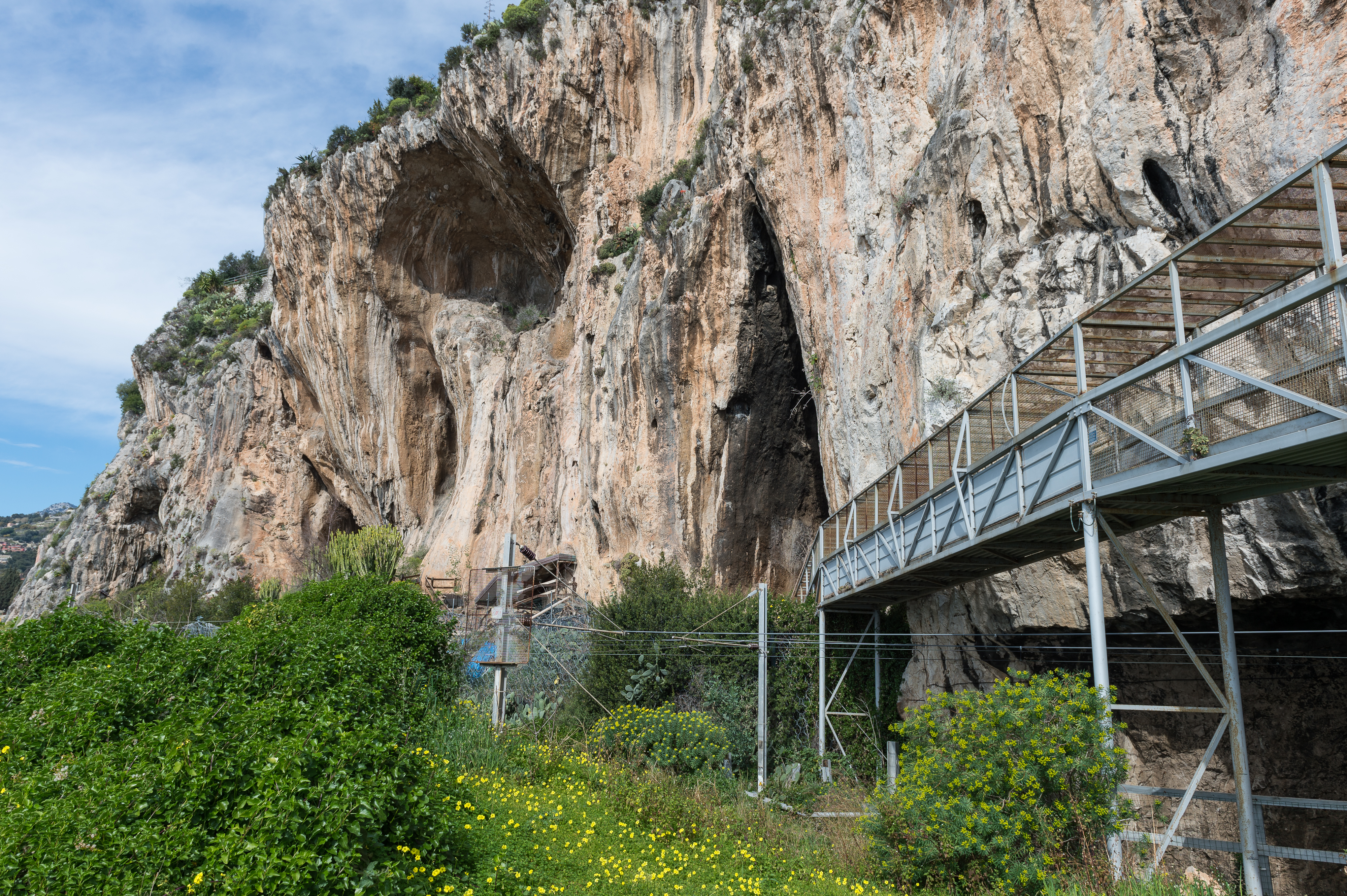
Die Balzi Rossi mit den Fundstellen v. l. n. r. Grotta di Florestano, Riparo Mochi, Grotticella Blanc-Cardini, Grotta del Caviglione und Riparo Bombrini

Die Höhle liegt im Fuß der senkrecht aufragenden Balzi-Rossi-Felswand, in 16 m Höhe über dem Meeresspiegel und rund 70 m vom Ufer des Mittelmeers entfernt. Sie ist 19 m tief und zwischen 15 und 16 m hoch. Ihr 9 m breiter, nach oben spitz zulaufender Eingang weist Richtung Süden. Während der Römischen Kaiserzeit führte die Via Julia Augusta unmittelbar an der Höhle vorbei. 1870 wurden beim Bau der Bahnstrecke Marseille–Ventimiglia große Teile des Talus vor der Höhle abgetragen; den Graben überspannt heute eine stählerne Fußgängerbrücke. Die Höhle kann während der Öffnungszeiten des dortigen Museo Preistorico dei Balzi Rossi besichtigt werden.

## Namensgeschichte
Laut einer Publikation des französischen Prähistorikers Émile Rivière von 1887 geht der Name der Höhle auf ein etwa 2 m langes zapfenförmiges Holzstück zurück, das sich quer oben zwischen den Höhlenwänden befunden haben soll.
« La quatrième caverne, ou Barma dou Cavillou, est ainsi nommée parce que depuis un temps immémorial, on apercevait à son sommet un morceau de bois ou cheville (Cavillon ou cavillou), long de près de 2 mètres et placé transversalement dans les anfractuosités supérieures des parois latérales de la caverne, dans un but que nous ignorons. » (Émile Rivière: De l’antiquité de l’Homme dans les Alpes-Maritimes, 1887, S. 127, deutsch: „Die vierte Höhle, oder Barma dou Cavillou, wird so genannt, weil wir seit jeher an ihrer Spitze ein fast 2 Meter langes Stück Holz oder einen Zapfen [Cavillon oder cavillou] sahen, quer in den oberen Spalten der Seitenwände der Höhle, zu einem uns unbekannten Zweck.“)
In wissenschaftlichen Publikationen wird häufig der französische Name Grotte du Cavillon verwendet. Die Höhle ist zudem in verschiedenen regionalen Dialekten unter weiteren Namen bekannt, z. B. als Grotta del Cavicchio, Grotta del Caviglio, Barma del Cavillone, Barma dou Cavillou und Grotta de la Cheville.

## Forschungsgeschichte und Schichtenfolge

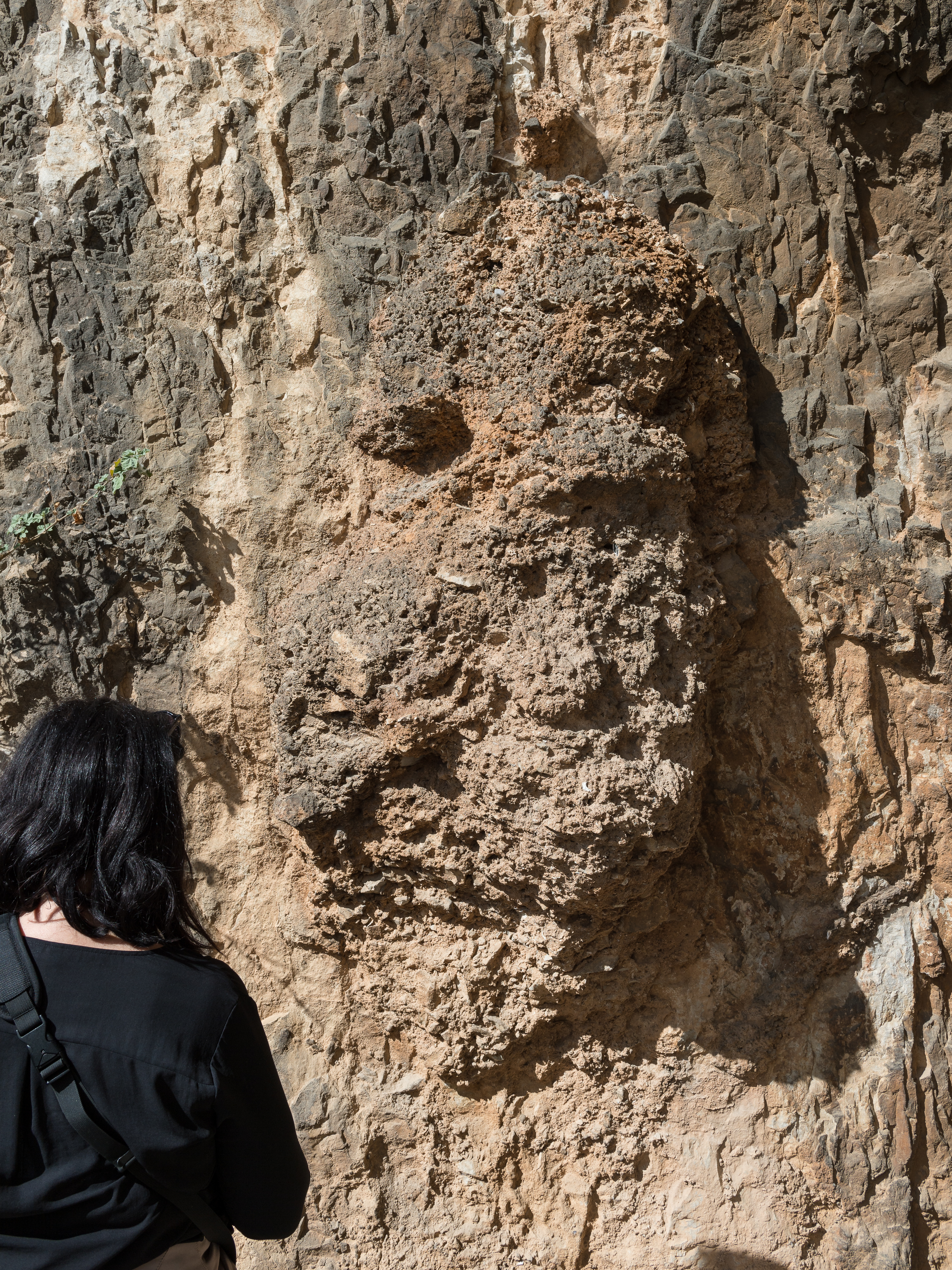
Reste der Höhlensedimente an der Westwand (2019)

Die erste schriftliche Erwähnung der Höhlen in den Balzi Rossi findet sich in einem Reisebericht von Horace Bénédict de Saussure aus dem Jahr 1786. Zwischen 1845 und 1848 führte Antoine Grand dort in verschiedenen, nicht näher benannten Höhlen erste Prospektionen durch. Ein Teil der dabei geborgenen Steinartefakte und Pigmente wurde später von den Prähistorikern Émile Rivière und Ernest Chantre als mittelpaläolithische Werkzeuge und Farben zum Einbringen von Tätowierungen interpretiert und an verschiedene Naturkundemuseen in Italien und Frankreich weitergegeben. Bis 1848 finanzierte Fürst Florestan I. von Monaco mehrere Ausgrabungen in der nach ihm benannten Grotta di Florestano wenige Meter westlich der Grotta del Caviglione.
Die Grotta del Caviglione war bei Beginn der ersten sicher nachvollziehbaren Ausgrabung durch Francois Forel im Jahr 1858 fast vollständig mit Sediment verfüllt. Forel grub 1,5 m des aufliegenden humosen und mit wenigen Steinen und Felsbrocken durchsetzten Bodens ab. Er stieß zunächst auf Reste von warmzeitlichen Tieren wie Pferd, Wildschwein, Hirsch und Gämse sowie Artefakte aus Feuerstein, darunter 8 bis 9 cm lange Pfeil- und Speerspitzen. Die folgende Schicht war fundleer.
In den Jahren bis 1871 wurde die Höhle unter anderem von John Traherne Moggridge, Stanislas Bonfils und Olivier Costa de Beauregard weiter ausgegraben. Über diese Arbeiten in den wahrscheinlich epigravettienzeitlichen Schichten existieren nur wenige Aufzeichnungen, die Funde gelten größtenteils als verschollen, zudem wurden manche Steinartefakte mit Exemplaren anderer Fundstellen vertauscht.

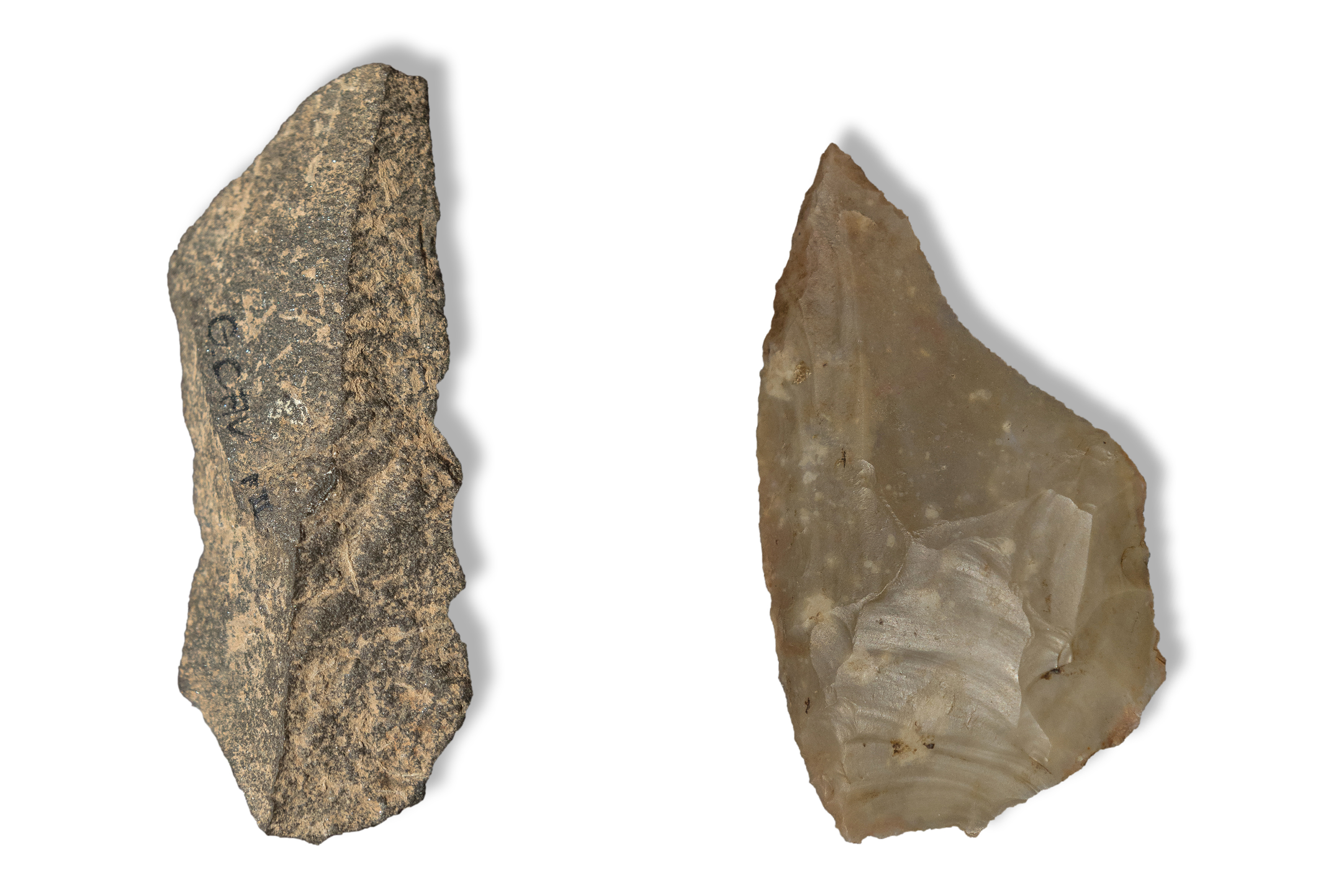
Etwa 70.000 Jahre alte Levallois-Klinge (li.) und -Spitze aus der Moustérienschicht II (Foyer II)

Zwischen Dezember 1871 und Februar 1874 leitete der französische Prähistoriker Émile Rivière weitere Grabungskampagnen. Er hatte zur Zeit des Baus der Bahntrasse im Hang vor der Höhle eine Vielzahl Knochenreste und Steinwerkzeuge aufgelesen und daraufhin bei den französischen und italienischen Behörden um eine offizielle Grabungserlaubnis angefragt. In jeweils 25 cm hohen Abträgen räumte er eine 7 m mächtige Schichtenfolge aus, die neben einer rund 24.000 Jahre alten Körperbestattung aus dem Gravettien auch Spuren menschlicher Begehung im Aurignacien und Moustérien enthielt. Rivière stellte die Arbeiten ein, nachdem er vermeintlich den anstehenden Fels erreicht hatte.
Erst 1895 wurden die Forschungen in der Grotta del Caviglione wieder aufgenommen und bis 1902 fortgesetzt. Rivières Höhlensohle erwies sich als eine kompakte, durch Versturz entstandene Steinlage, unter welcher der Priester und Archäologe Léonce de Villeneuve weitere Horizonte des Moustérien mit drei großen Feuerstellen aufdeckte. Unter der Schirmherrschaft von Fürst Albert I. von Monaco und mit Unterstützung durch Émile Cartailhac, René Verneau und Marcellin Boule räumte de Villeneuve die Höhle vollständig aus. Das lithische Inventar umfasst moustérientypische Schaber, Levallois-Klingen und -Spitzen sowie Schlagabfälle. Es fanden sich überwiegend Reste von Hirsch sowie geringe Mengen Pferd und Steinbock. Zeitlich werden diese Schichten an das Ende der Sauerstoff-Isotopenstufe MIS 4 bzw. den Beginn der MIS 3 gestellt.
Zwischen 1988 und 2014 arbeiteten Wissenschaftler verschiedener französischer und italienischer Institute einen Großteil des noch vorhandenen Höhleninventars mit aktuellen Methoden und Techniken erneut auf. Das Kollektiv um Henry de Lumley verfasste zu den Forschungsergebnissen eine ausführliche Monographie, die 2016 von dem Centre national de la recherche scientifique herausgegeben wurde.

## Skelettfund

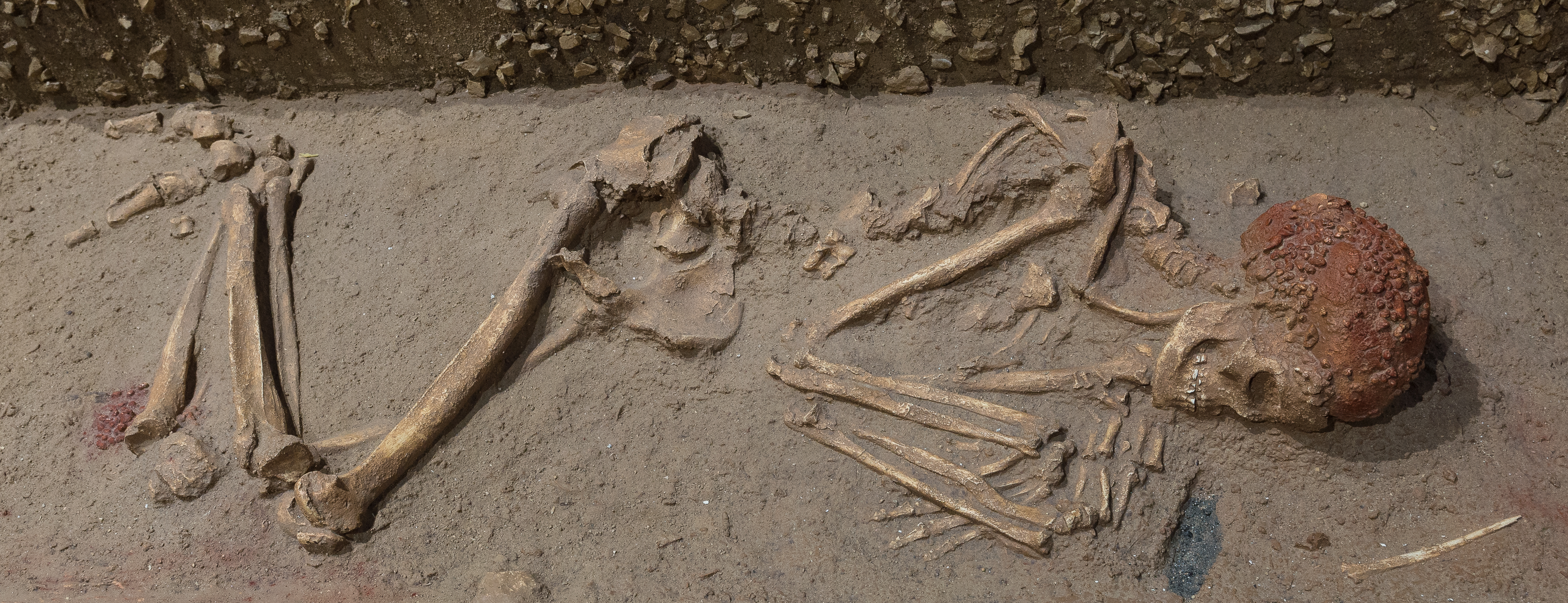
Skelett der Dame von Caviglione in Fundlage (Abguss)

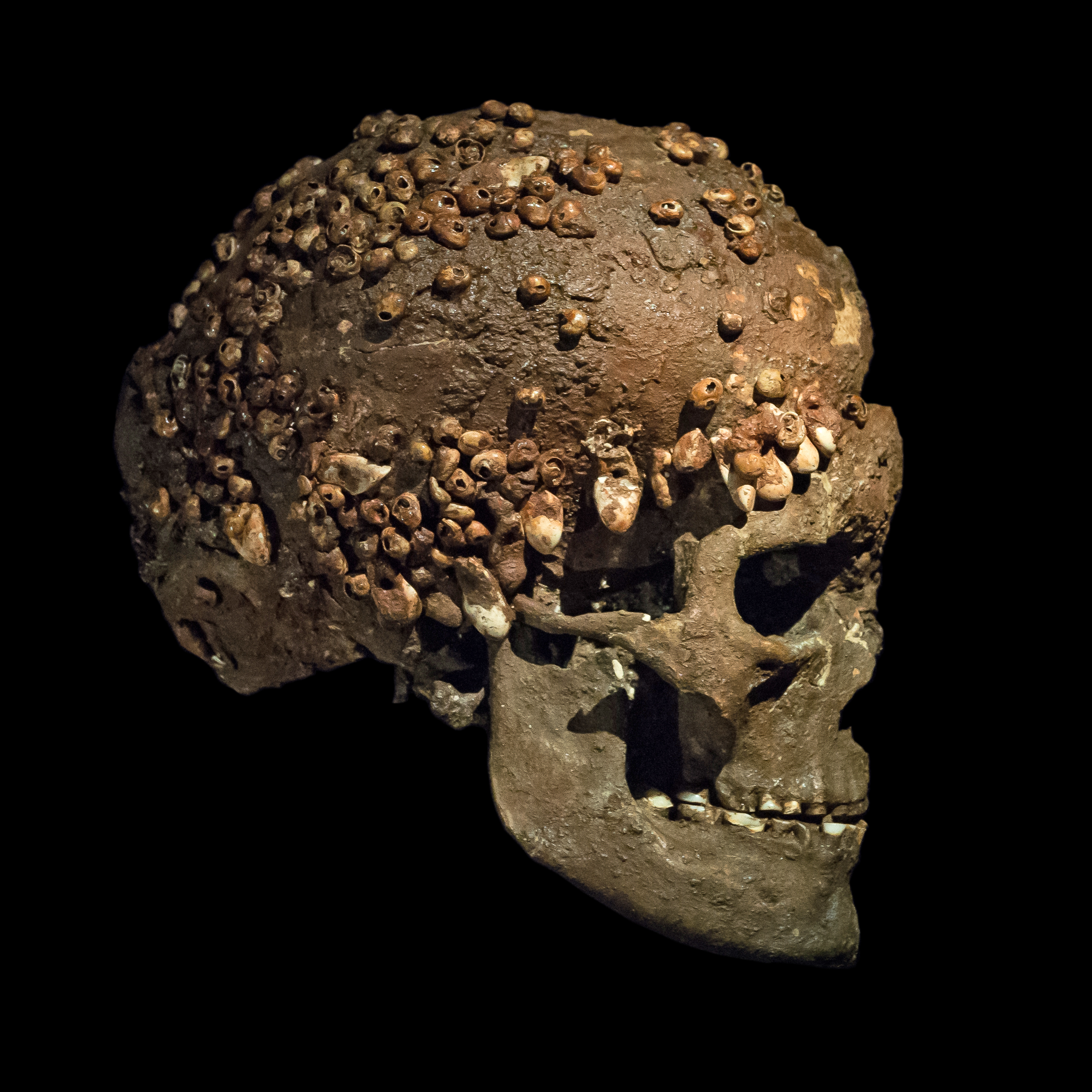
Schädel mit Unterkiefer und Kopfschmuck

Am 26. März 1872 stieß Émile Rivière in einer Tiefe von 6,55 m auf den Fußknochen eines vollständig erhaltenen menschlichen Skeletts, das er innerhalb von 8 Tagen größtenteils freilegte und für eine Blockbergung vorbereitete. Es war das erste von 13 menschlichen Skeletten aus dem Paläolithikum, die in den folgenden Jahren in den Balzi-Rossi-Höhlen geborgen werden konnten.
Die Person war längs der östlichen Höhlenwand bestattet worden, 7 m hinter dem Eingang, in linker Seitenlage mit angewinkelten Beinen. Der Kopf wies nach Süden, das Gesicht nach Westen. Neben einem Kopfschmuck aus mehr als 300 gelochten Schneckengehäusen und Hirschzähnen waren Grabbeigaben in Form einer Knochenahle, zweier großer Silexklingen sowie weiterer Steinwerkzeuge beigelegt. Unterhalb des linken Kniegelenks befanden sich durchlochte Muscheln, die möglicherweise aufgefädelt als Beinschmuck getragen wurden. Es wird angenommen, dass der gesamte Leichnam mit Ocker bestreut worden war.
Rivière ging aufgrund der Fundumstände, der Größe und des robusten Knochenbaus davon aus, dass es sich bei dem Toten um einen „Höhlenmenschen mit seinen um den Hals gewickelten Ketten aus Schneckenhäusern und Zähnen“ gehandelt haben muss, der im Schlaf gestorben war. Er benannte seinen Fund wegen der Nähe zu der französischen Stadt L’Homme de Menton (it. L’uomo di Mentone, dt. Mann von Menton). Im folgenden April wurde das Skelett in den Jardin des Plantes des Muséum national d’histoire naturelle in Paris verbracht und im Laufe der folgenden 30 Jahre immer wieder untersucht. Viele Fachleute zweifelten lange Zeit an, dass es sich um eine Bestattung aus dem Jungpaläolithikum handelt. 1937 wurde das Skelett bei der Wiedereröffnung des Musée de l’Homme ausgestellt, seither wird es dort aufbewahrt.
Bei den ab 1988 durchgeführten Untersuchungen wurde von dem im Sediment eingebetteten Skelett ein Abguss angefertigt. Anschließend konnten 3D-Scans aller Knochen angefertigt und daraus mit einer Sicherheit von 80 bis 96 % bestimmt werden, dass die bestattete Person eine Frau war. Der Fundname wurde daraufhin in La Dame du Cavillon (it. La Donna del Caviglione, dt. Frau von Caviglione) geändert. Weitere Analysen ergaben, dass sie fast 170 cm groß, etwa 70 kg schwer und im Alter von ca. 37 Jahren gestorben war. Für die Altersbestimmung der Grablege wurden mehrere Schneckengehäuse (Tritia neritea, Linnaeus 1758) des Kopfschmucks mit der Radiokarbonmethode untersucht. Die ermittelten Alter liegen zwischen 22.450 und 26.660 Jahren cal. BP. Man geht daher davon aus, dass die Frau zur Zeit des mittleren Gravettien vor rund 24.000 Jahren bestattet wurde.

## Felsritzungen

Pferdegravur an der Westwand

1971 entdeckte Giuseppe Vicino an den Wänden der Balzi-Rossi-Höhlen Grotta dei Fanciulli, Grotta di Florestano, Grotticella Blanc-Cardini und 1976 auch in der Barma Grande Parietalkunst in Form von überwiegend linearen, annähernd parallelen Felsritzungen. Sie finden sich häufig im Bereich um Löcher und Vertiefungen und stellen in zwei Fällen wahrscheinlich eine Vulva und einen Phallus dar. In der Grotta del Caviglione ist an der Westwand in 10 m Höhe über dem Höhlenboden und 7 m hinter dem Eingang die Gravierung eines zu Boden blickenden Pferds ohne Mähne zu sehen, dessen Statur der eines Przewalski- oder Camargue-Pferds ähnelt. Die Abbildung ist rund 40 cm breit, 20 cm hoch und von mehreren tiefen, vertikalen Kerben durchzogen. Sie befindet sich in einer Höhe, die etwa 1,5 bis 1,7 m über dem Höhlenbodenniveau des mittleren Gravettien lag, direkt gegenüber der Grabstätte der Donna del Caviglione. Einen Nachweis für den direkten Zusammenhang von Grablege und dem Anbringen der Gravur gibt es jedoch nicht. An der gegenüberliegenden Höhlenwand sind in etwa gleicher Höhe zwei punktförmige Ockeranhaftungen, zahlreiche lineare Kerben und Darstellungen einer stilisierten Frauenfigur, zweier Pferde sowie des vorderen Teils eines Mammuts vorhanden. Der schlechte Erhaltungszustand der Kunstwerke wird auf Witterungseinflüsse und häufige durch vorbeifahrende Dampflokomotiven verursachte Erschütterungen zurückgeführt.